# パブロ・サンドバル
パブロ・エミリオ・フアン・ペドロ・サンドバル・ジュニア（Pablo Emilio Juan Pedro Sandoval Jr. , 1986年8月11日 - ）は、ベネズエラのカラボボ州プエルト・カベージョ出身のプロ野球選手（内野手）。右投両打。アメリカ独立リーグ・アトランティックリーグのスタテンアイランド・フェリーホークス所属。
愛称は、ジャイアンツのチームメイトのバリー・ジトに名づけられた "カンフー・パンダ"（Kung Fu Panda）

## 経歴

### プロ入り前
家族全員が野球好きという家庭に生まれ、野球を始めたのは4歳のとき。学校から帰宅しては、自宅のガレージで4つ年上の兄マイケルの投球を打ち返して遊ぶ日々を送る。当時憧れていた選手はオマー・ビスケルとアンドレス・ガララーガだった。その後、兄マイケルはミネソタ・ツインズと契約しプロ入り。一方のサンドバルも14歳のころにはプロのスカウト達から注目を集める存在になっていた。ドミニカ共和国でのトーナメントに参加した際にはテキサス・レンジャーズのスカウトから入団契約を持ちかけられたが、その後レンジャーズ側からは何の連絡もなかった。

### プロ入りとジャイアンツ時代

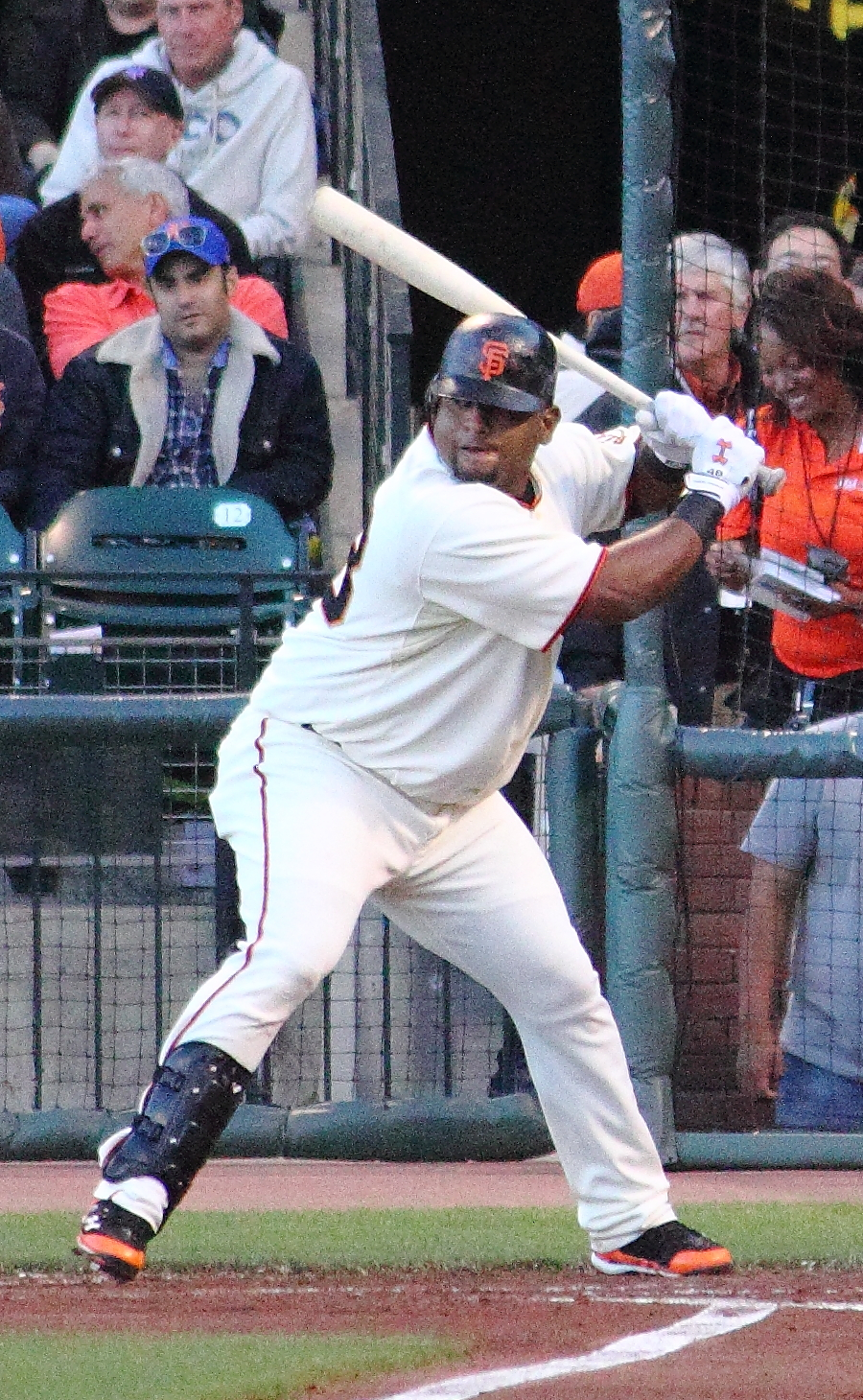
ジャイアンツ時代(2010年)

2003年5月8日にアマチュア・フリーエージェントでサンフランシスコ・ジャイアンツと契約してプロ入り。
2004年にルーキー級アリゾナリーグ・ジャイアンツでプロデビュー。捕手として46試合に出場して打率.266、26打点、4盗塁を記録した。
2005年から三塁に転向。A-級セイラムカイザー・ボルケーノズでプレーし、75試合に出場して打率.330、3本塁打、50打点、2盗塁を記録した。
2006年は三塁のほか、一塁手としての起用が増えた。この年はA級オーガスタ・グリーンジャケッツでプレーし、117試合に出場して打率.265、1本塁打、49打点、3盗塁を記録した。
2007年は三塁手としての起用はなく、一塁と捕手を兼任した。この年はA+級サンノゼ・ジャイアンツでプレーし、102試合に出場して打率.287、11本塁打、52打点、3盗塁を記録した。
2008年はA+級サンノゼでプレーし、68試合に出場して打率.359・12本塁打・59打点・2盗塁の成績を残した。6月にAA級コネチカット・ディフェンダーズに昇格し、44試合に出場。打率.337・8本塁打・37打点と活躍し、8月13日にジャイアンツとメジャー契約を結んだ。翌日の8月14日のヒューストン・アストロズ戦でメジャーデビュー。デビュー戦は「5番・捕手」として先発出場し、3打数で安打こそ出なかったが1打点を挙げた。メジャー初安打は2日後のアトランタ・ブレーブス戦で、第1打席にマイク・ハンプトンから二塁内野安打を放つと、この日は3安打を記録している。以降、9月28日のシーズン最終戦までメジャーに残って41試合に出場し、打率.345、3本塁打、24打点という成績を残した。
2009年は、主に三塁手として153試合に出場。フルシーズン1年目ながらジャイアンツ打線の中軸に座り、首位打者争いでハンリー・ラミレスに次ぐ2位となったほか、25本塁打を記録した。ジャイアンツはポストシーズン進出こそ逃したものの88勝74敗で5年ぶりの勝ち越しとなり、サンドバルはチームについて「若手とベテランが一体になってシーズン最後までそれを争えたのは良かった」、自身について「10点満点！」と振り返った。
2010年は開幕戦に「3番・三塁手」として出場し、4月の1ヶ月間で打率.368と前年以上の成績を挙げる。この頃からジャイアンツの地元カリフォルニア州サンフランシスコでは、サンドバルの愛称からパンダの広告やグッズが目立つようになった。しかしその後は成績が下降し、6月終了時では打率.274まで落ち込んだ。同月28日のロサンゼルス・ドジャース戦では2点ビハインドの9回裏一死一・三塁と、本塁打が出れば逆転サヨナラ勝利となる好機で打順が回ってきたが、チームは新人のバスター・ポージーを代打で起用しサンドバルをベンチへ下げている。後半戦も調子は上向かず、そのままレギュラーシーズンが終了。ジャイアンツはナショナルリーグ西地区を制し7年ぶりにポストシーズン進出を果たしたが、サンドバルはリーグ最多の26併殺打を喫するなど不振にあえいだ。ポストシーズンでチームは、ブレーブスとの地区シリーズを3勝1敗で、フィリーズとのリーグ優勝決定戦を4勝2敗で、そしてレンジャーズとのワールドシリーズを4勝1敗で制し、56年ぶり6度目の世界一に到達。だがサンドバルはこのポストシーズン15試合中、出場は6試合に留まった上に打率.176・3併殺とレギュラーシーズンの不振を引きずっていた。この不振の原因が体調管理の拙さによる太りすぎにあるとみたチームは、サンドバルに「オフの間に減量ができなければマイナー落ち」と通告。これを受けサンドバルは、球団OBのバリー・ボンズや陸上・十種競技の元世界記録保持者ダン・オブライエンらとトレーニングしたり、好物のポテトチップスや炭酸飲料を断ったりして減量に励み、38ポンド（約17.2キロ）落とした。
2011年は開幕から打率3割台を維持していたが、4月末に右手有鈎骨の骨折が発覚し、6月中旬までの長期欠場を強いられた。前半戦終了時点で打率.303と前年から成績を向上させた。この年は故障したホセ・レイエスの代役という形ながらオールスターにも初めて選出され、試合ではブランドン・リーグから適時二塁打を放った。後半戦はさらに調子を上げ、9月15日のコロラド・ロッキーズ戦ではサイクル安打を達成。最終的にチームはポストシーズンへ進出できずワールドシリーズ連覇を逃したが、個人成績では2年ぶりに打率.300、20本塁打超えを果たした。
2012年1月17日にジャイアンツと1715万ドルの3年契約を結んだ。108試合に出場し、打率.283、12本塁打、63打点、1盗塁と打撃成績を大幅に低下させたが、ワールドシリーズで10月24日の第1試合で3打席連続の本塁打を放った活躍でワールドシリーズのMVPに選出された。
2013年開幕前の3月に開催された第3回ワールド・ベースボール・クラシック（WBC）のベネズエラ代表に選出された。シーズンでは141試合に出場し、2年ぶりに規定打席に到達し、自己2位となる79打点をマークした。
2014年は自己最多となる157試合に出場して打率.279、16本塁打、73打点という打撃成績をマーク、得点圏打率は.291を記録した。オフの10月30日にFAとなった。

### レッドソックス時代
2014年11月25日にボストン・レッドソックスと総額9500万ドルの5年契約（2020年・1700万ドルの球団オプション付き）を結んだ。

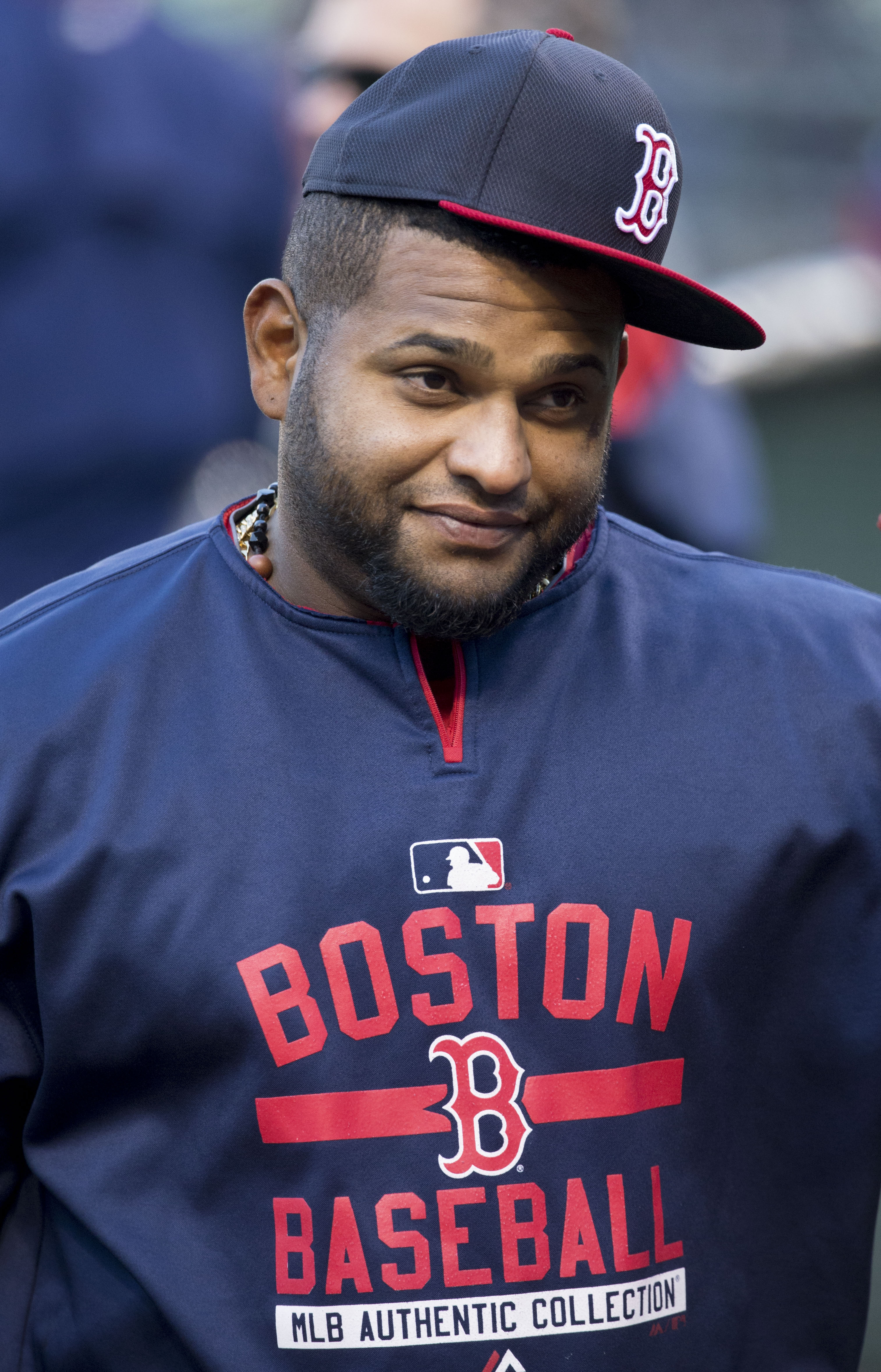
ボストン・レッドソックス時代(2015年4月24日)

2015年6月18日に試合中にインスタグラムで「いいね」を押した事を受け、球団から1試合の出場停止処分を受けた。126試合に出場したが、2009年にレギュラーの座を獲得して以来、いずれも自己ワーストの打率.245、10本塁打、47打点という成績に終わった。
2016年はオープン戦で結果を残せず、正三塁手の座を若手のトラビス・ショウに奪われ、更には4月13日に左肩痛で故障者リスト入りすると、5月3日には同箇所の手術を受けたことによりシーズン中の戦線復帰は絶望的となり、同年は7打席に立ったのみだった。
2017年開幕前には第4回WBCのベネズエラ代表への参加の意思を表明していたが、2月7日にレッドソックスから代表参加の許可が下りず、不参加となった。スプリングトレーニングで堅実な結果を残し、正三塁手のポジションを獲得した。しかしシーズンに入ると108打席で打率.212と低迷し、6月20日には10日間の故障者リスト入りした。7月14日にDFAとなり、19日に自由契約となった。

### ジャイアンツ復帰
2017年7月22日に古巣ジャイアンツとマイナー契約を結んだ。8月5日にメジャー昇格したが、復調することはなく、最終成績は打率.220・9本塁打・32打点に終わった。
2018年は主に控え選手として出場した。4月28日のドジャースとのダブルヘッダー第1戦、6-15と大量リードを許した中の最終回に2戦目にリリーフを温存するため登板した。先頭打者はマックス・マンシー。2球でショートゴロに抑えると、続くヤズマニ・グランダルにカーブを交え、最後は142kmのストレートでサードゴロ。3人目はこの日本塁打を含む3安打のクリス・テイラー。チェンジアップとカーブを駆使し追い込むと、最後はショートゴロに抑え、この試合で登板したジャイアンツの投手の中で唯一の三者凡退を記録した。打者としては92試合の出場で打率.248、9本塁打、40打点だった。
2019年の序盤は主に代打として起用された。5月6日のシンシナティ・レッズ戦では4-12の8回裏にリリーフとして登板。先頭打者に死球を与えたが、後続をセンターフライとショートゴロ併殺打に抑えた。この試合では野手として1本塁打・1盗塁を記録しており、本塁打と盗塁、そして投手として無失点に抑えたのは、近代メジャー（1900年以降）では史上2人目の記録だった。打撃でも調子を上げたことで先発出場する機会も増えたが、右肘の内側側副靭帯を痛めて9月3日にトミー・ジョン手術を受けた。父のように慕っていたブルース・ボウチー監督が今季限りで勇退することになっており、手術2日前の同1日に1打席だけ出場した。107試合に出場して打率.268、14本塁打、41打点の成績を残した。オフの10月31日にFAとなった。
2020年1月31日にジャイアンツとマイナー契約で再契約したことが発表された。メジャー昇格の際は球団から給与として200万ドル支払われ、出来高として最大75万ドルがつく。また、トミー・ジョン手術の影響でリハビリに9か月から10ヶ月必要とされており、シーズン開幕には間に合わない見込みであると言われたが、新型コロナウイルスの影響でシーズンの開幕が大幅に遅れたため、7月の開幕ロースター入りした。9月10日にDFAとなり、さらに同日中に自由契約となった。

### ブレーブス時代
2020年9月14日にアトランタ・ブレーブスとマイナー契約を結んだ。27日にメジャー契約を結んでアクティブ・ロースター入りした。オフの10月28日にFAとなった。
2021年1月24日に再びマイナー契約を結び、3月27日にメジャー契約を結んでアクティブ・ロースター入りした。7月30日にエディ・ロザリオと金銭とのトレードでクリーブランド・インディアンスへ移籍したが、同日中に自由契約となった。

### メキシカンリーグ時代
2022年2月7日にリーガ・メヒカーナ・デ・ベイスボル（メキシカンリーグ）のモンクローバ・スティーラーズと契約した。5月26日に自由契約となった。5月27日にタバスコ・キャトルメンと契約した。2023年1月19日に自由契約となった。
2023年はいずれの球団でもプレーしなかった。

### ジャイアンツ傘下時代
2024年2月19日に古巣のサンフランシスコ・ジャイアンツとマイナー契約を結び、スプリングトレーニングに招待選手として参加することになった。しかしメジャー契約を掴むことはできず、開幕前日の3月27日に自由契約となった。

### 独立リーグ時代
2024年4月6日にアトランティックリーグのスタテンアイランド・フェリーホークスと契約を結んだ。

## プレースタイル

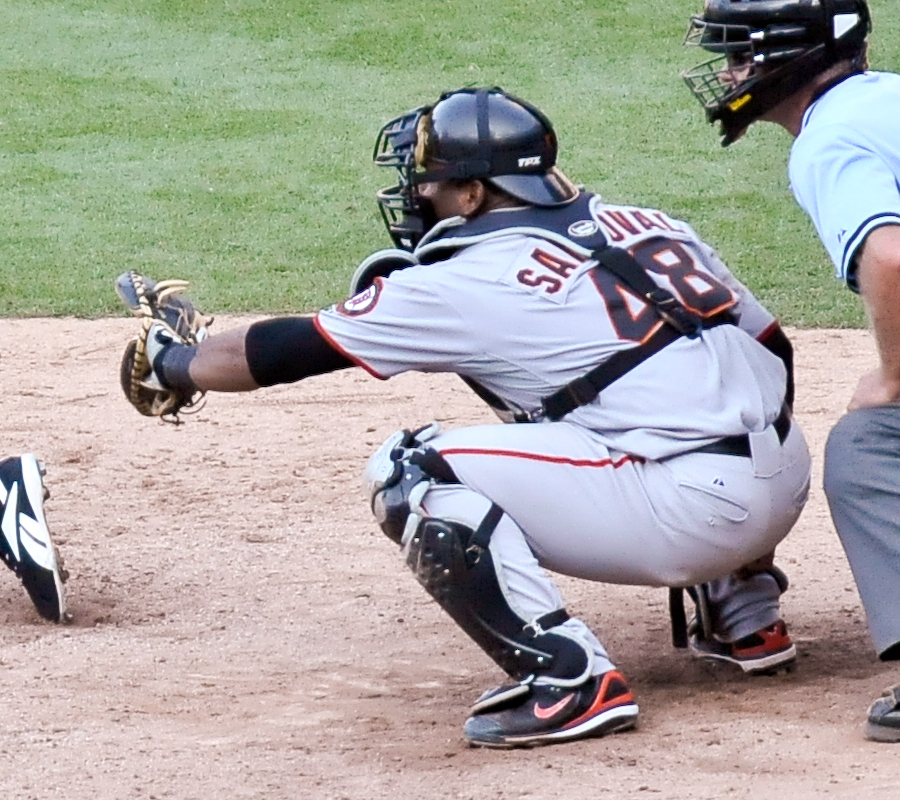
2008年には捕手として11試合に出場した

メジャー2年目となる2009年シーズンを迎える前から、殿堂入りの元強打者ウィリー・マッコビーに「彼は第二のアルバート・プホルスになりつつある」と言われたほど、打撃技術に関しての評価が高かった。どんなボールでも振りにいく "フリースインガー" の一面もあり、2008年にはストライクゾーンを外れた球を振りにいった確率が53.8％もあった。当時の打撃コーチのカーネイ・ランスフォードは「ボールをよく見るように彼を指導してきたが、まるでライオンを檻に入れようとしているみたいだ。ダグアウトから打席に向かうときの彼はバットを振ることで頭がいっぱいのようだから、こちらとしては必ず『ストライクを振れよ』と言うようにしている」と話していた。
守備面では、メジャー昇格後は基本的に三塁手としての出場が多かったが、その他に一塁手と捕手もこなすユーティリティーさを持ち合わせており、2014年までの最初のジャイアンツ在籍時には監督のブルース・ボウチーにも重宝されていた。幼少期は左投げの右翼手だったが、9歳か10歳のころに「（憧れのオマー・ビスケルと同じ）遊撃手や、三塁手や捕手もやってみたい」として右投げに転向しており、さらにマイナーリーグでは主に一塁手として出場していた。現在も登録上は右投げであるが、左手で投げることも可能である。
投手として2回登板（2.0回）しており、87マイル(約140.0km/h)の速球、80mph（約128.7km/h）後半のチェンジアップや80mph後半のスライダー、70mph（約112.7km/h）前半のカーブを駆使して無安打に抑えている。

## 詳細情報

### 年度別打撃成績
| 年 度     | 球 団     | 試 合 | 打 席 | 打 数 | 得 点 | 安 打 | 二 塁 打 | 三 塁 打 | 本 塁 打 | 塁 打 | 打 点 | 盗 塁 | 盗 塁 死 | 犠 打 | 犠 飛 | 四 球 | 敬 遠 | 死 球 | 三 振 | 併 殺 打 | 打 率 | 出 塁 率 | 長 打 率 | O P S |
| --------- | --------- | ----- | ----- | ----- | ----- | ----- | -------- | -------- | -------- | ----- | ----- | ----- | -------- | ----- | ----- | ----- | ----- | ----- | ----- | -------- | ----- | -------- | -------- | ----- |
| 2008      | SF        | 41    | 154   | 145   | 24    | 50    | 10       | 1        | 3        | 71    | 24    | 0     | 0        | 0     | 4     | 4     | 1     | 1     | 14    | 6        | .345  | .357     | .490     | .847  |
| 2009      | SF        | 153   | 633   | 572   | 79    | 189   | 44       | 5        | 25       | 318   | 90    | 5     | 5        | 0     | 5     | 52    | 13    | 4     | 83    | 10       | .330  | .387     | .556     | .943  |
| 2010      | SF        | 152   | 616   | 563   | 61    | 151   | 34       | 3        | 13       | 230   | 63    | 3     | 2        | 0     | 5     | 47    | 12    | 1     | 81    | 26       | .268  | .323     | .409     | .732  |
| 2011      | SF        | 117   | 466   | 426   | 55    | 134   | 26       | 3        | 23       | 235   | 70    | 2     | 4        | 1     | 7     | 32    | 9     | 0     | 63    | 12       | .315  | .357     | .552     | .909  |
| 2012      | SF        | 108   | 442   | 396   | 59    | 112   | 25       | 2        | 12       | 177   | 63    | 1     | 1        | 0     | 7     | 38    | 4     | 1     | 59    | 13       | .283  | .342     | .447     | .789  |
| 2013      | SF        | 141   | 584   | 525   | 52    | 146   | 27       | 2        | 14       | 219   | 79    | 0     | 0        | 0     | 6     | 47    | 5     | 6     | 79    | 19       | .278  | .341     | .417     | .758  |
| 2014      | SF        | 157   | 638   | 588   | 68    | 164   | 26       | 3        | 16       | 244   | 73    | 0     | 0        | 0     | 7     | 39    | 6     | 4     | 85    | 16       | .279  | .324     | .415     | .739  |
| 2015      | BOS       | 126   | 505   | 470   | 43    | 115   | 25       | 1        | 10       | 172   | 47    | 0     | 0        | 1     | 2     | 25    | 1     | 7     | 73    | 14       | .245  | .292     | .366     | .658  |
| 2016      | BOS       | 3     | 7     | 6     | 0     | 0     | 0        | 0        | 0        | 0     | 0     | 0     | 0        | 0     | 0     | 1     | 0     | 0     | 4     | 0        | .000  | 143      | .000     | .143  |
| 2017      | BOS       | 32    | 108   | 99    | 10    | 21    | 2        | 0        | 4        | 35    | 12    | 0     | 1        | 0     | 1     | 8     | 0     | 0     | 24    | 4        | .212  | .269     | .354     | .622  |
| 2017      | SF        | 47    | 171   | 160   | 17    | 36    | 9        | 0        | 5        | 60    | 20    | 0     | 0        | 0     | 2     | 8     | 0     | 1     | 29    | 7        | .225  | .263     | .375     | .638  |
| '17計     | SF        | 79    | 279   | 259   | 27    | 57    | 11       | 0        | 9        | 95    | 32    | 0     | 1        | 0     | 3     | 16    | 0     | 1     | 53    | 11       | .220  | .265     | .367     | .632  |
| 2018      | SF        | 92    | 252   | 230   | 22    | 57    | 10       | 1        | 9        | 96    | 40    | 0     | 0        | 0     | 1     | 19    | 2     | 2     | 52    | 9        | .248  | .310     | .417     | .727  |
| 2019      | SF        | 108   | 296   | 272   | 42    | 73    | 23       | 0        | 14       | 138   | 41    | 1     | 0        | 2     | 3     | 18    | 2     | 1     | 67    | 8        | .268  | .313     | .507     | .820  |
| 2020      | SF        | 33    | 90    | 82    | 5     | 18    | 1        | 0        | 1        | 22    | 6     | 0     | 0        | 0     | 1     | 6     | 0     | 1     | 18    | 3        | .220  | .278     | .268     | .546  |
| 2020      | ATL       | 1     | 4     | 2     | 0     | 0     | 0        | 0        | 0        | 0     | 0     | 0     | 0        | 0     | 0     | 2     | 0     | 0     | 1     | 0        | .000  | .500     | .000     | .500  |
| '20計     | ATL       | 34    | 94    | 82    | 5     | 18    | 1        | 0        | 1        | 22    | 6     | 0     | 0        | 0     | 1     | 8     | 0     | 1     | 19    | 3        | .214  | .287     | .262     | .549  |
| 2021      | ATL       | 69    | 86    | 73    | 11    | 13    | 0        | 0        | 4        | 25    | 11    | 0     | 0        | 0     | 0     | 11    | 0     | 2     | 25    | 2        | .178  | .302     | .342     | .645  |
| MLB：14年 | MLB：14年 | 1380  | 5052  | 4609  | 548   | 1279  | 262      | 21       | 153      | 2042  | 639   | 12    | 13       | 4     | 51    | 357   | 55    | 31    | 757   | 149      | .278  | .330     | .443     | .773  |

- 2021年度シーズン終了時
- 各年度の太字はリーグ最高

### 年度別投手成績
| 年 度    | 球 団    | 登 板 | 先 発 | 完 投 | 完 封 | 無 四 球 | 勝 利 | 敗 戦 | セ 丨 ブ | ホ 丨 ル ド | 勝 率 | 打 者 | 投 球 回 | 被 安 打 | 被 本 塁 打 | 与 四 球 | 敬 遠 | 与 死 球 | 奪 三 振 | 暴 投 | ボ 丨 ク | 失 点 | 自 責 点 | 防 御 率 | W H I P |
| -------- | -------- | ----- | ----- | ----- | ----- | -------- | ----- | ----- | -------- | ----------- | ----- | ----- | -------- | -------- | ----------- | -------- | ----- | -------- | -------- | ----- | -------- | ----- | -------- | -------- | ------- |
| 2018     | SF       | 1     | 0     | 0     | 0     | 0        | 0     | 0     | 0        | 0           | ----  | 3     | 1.0      | 0        | 0           | 0        | 0     | 0        | 0        | 0     | 0        | 0     | 0        | 0.00     | 0.00    |
| 2019     | SF       | 1     | 0     | 0     | 0     | 0        | 0     | 0     | 0        | 0           | ----  | 3     | 1.0      | 0        | 0           | 0        | 0     | 1        | 0        | 0     | 0        | 0     | 0        | 0.00     | 0.00    |
| MLB：2年 | MLB：2年 | 2     | 0     | 0     | 0     | 0        | 0     | 0     | 0        | 0           | ----  | 6     | 2.0      | 0        | 0           | 0        | 0     | 1        | 0        | 0     | 0        | 0     | 0        | 0.00     | 0.00    |

- 2019年度シーズン終了時

### 年度別守備成績
投手守備
| 年 度 | 球 団 | 投手（P） | 投手（P） | 投手（P） | 投手（P） | 投手（P） | 投手（P） |
| 年 度 | 球 団 | 試 合     | 刺 殺     | 補 殺     | 失 策     | 併 殺     | 守 備 率  |
| ----- | ----- | --------- | --------- | --------- | --------- | --------- | --------- |
| 2018  | SF    | 1         | 0         | 0         | 0         | 0         | ----      |
| 2019  | SF    | 1         | 0         | 0         | 0         | 0         | ----      |
| MLB   | MLB   | 2         | 0         | 0         | 0         | 0         | ----      |

捕手守備
| 年 度 | 球 団 | 捕手（C） | 捕手（C） | 捕手（C） | 捕手（C） | 捕手（C） | 捕手（C） | 捕手（C） | 捕手（C） | 捕手（C） | 捕手（C） | 捕手（C） |
| 年 度 | 球 団 | 試 合     | 刺 殺     | 補 殺     | 失 策     | 併 殺     | 守 備 率  | 捕 逸     | 企 図 数  | 許 盗 塁  | 盗 塁 刺  | 阻 止 率  |
| ----- | ----- | --------- | --------- | --------- | --------- | --------- | --------- | --------- | --------- | --------- | --------- | --------- |
| 2008  | SF    | 11        | 76        | 6         | 0         | 1         | 1.000     | 2         | 10        | 7         | 3         | .300      |
| 2009  | SF    | 3         | 21        | 2         | 0         | 0         | 1.000     | 0         | 2         | 1         | 1         | .500      |
| MLB   | MLB   | 14        | 97        | 8         | 0         | 1         | 1.000     | 2         | 12        | 8         | 4         | .333      |

内野守備
| 年 度 | 球 団 | 一塁（1B） | 一塁（1B） | 一塁（1B） | 一塁（1B） | 一塁（1B） | 一塁（1B） | 二塁（2B） | 二塁（2B） | 二塁（2B） | 二塁（2B） | 二塁（2B） | 二塁（2B） | 三塁（3B） | 三塁（3B） | 三塁（3B） | 三塁（3B） | 三塁（3B） | 三塁（3B） |
| 年 度 | 球 団 | 試 合      | 刺 殺      | 補 殺      | 失 策      | 併 殺      | 守 備 率   | 試 合      | 刺 殺      | 補 殺      | 失 策      | 併 殺      | 守 備 率   | 試 合      | 刺 殺      | 補 殺      | 失 策      | 併 殺      | 守 備 率   |
| ----- | ----- | ---------- | ---------- | ---------- | ---------- | ---------- | ---------- | ---------- | ---------- | ---------- | ---------- | ---------- | ---------- | ---------- | ---------- | ---------- | ---------- | ---------- | ---------- |
| 2008  | SF    | 17         | 100        | 12         | 1          | 7          | .991       | -          | -          | -          | -          | -          | -          | 12         | 3          | 14         | 0          | 0          | 1.000      |
| 2009  | SF    | 26         | 181        | 10         | 3          | 10         | .985       | -          | -          | -          | -          | -          | -          | 120        | 70         | 195        | 11         | 13         | .960       |
| 2010  | SF    | 11         | 79         | 0          | 0          | 6          | 1.000      | -          | -          | -          | -          | -          | -          | 143        | 93         | 228        | 13         | 28         | .961       |
| 2011  | SF    | 6          | 54         | 6          | 0          | 3          | 1.000      | -          | -          | -          | -          | -          | -          | 106        | 71         | 214        | 10         | 16         | .966       |
| 2012  | SF    | 3          | 10         | 1          | 0          | 1          | 1.000      | -          | -          | -          | -          | -          | -          | 102        | 63         | 207        | 13         | 13         | .954       |
| 2013  | SF    | -          | -          | -          | -          | -          | -          | -          | -          | -          | -          | -          | -          | 137        | 77         | 206        | 18         | 14         | .940       |
| 2014  | SF    | -          | -          | -          | -          | -          | -          | -          | -          | -          | -          | -          | -          | 151        | 89         | 282        | 11         | 27         | .971       |
| 2015  | BOS   | -          | -          | -          | -          | -          | -          | -          | -          | -          | -          | -          | -          | 123        | 78         | 200        | 15         | 19         | .949       |
| 2016  | BOS   | -          | -          | -          | -          | -          | -          | -          | -          | -          | -          | -          | -          | 2          | 1          | 3          | 1          | 0          | .800       |
| 2017  | BOS   | -          | -          | -          | -          | -          | -          | 1          | 0          | 0          | 0          | 0          | .---       | 29         | 10         | 43         | 5          | 2          | .914       |
| 2017  | SF    | 9          | 55         | 1          | 0          | 8          | 1.000      | -          | -          | -          | -          | -          | -          | 38         | 23         | 50         | 3          | 4          | .961       |
| '17計 | SF    | 9          | 55         | 1          | 0          | 8          | 1.000      | 1          | 0          | 0          | 0          | 0          | .---       | 67         | 33         | 93         | 8          | 6          | .940       |
| 2018  | SF    | 24         | 191        | 7          | 3          | 15         | .985       | 2          | 2          | 4          | 0          | 1          | 1.000      | 36         | 14         | 55         | 1          | 3          | .986       |
| 2019  | SF    | 23         | 106        | 8          | 1          | 16         | .991       | -          | -          | -          | -          | -          | -          | 45         | 39         | 62         | 5          | 7          | .953       |
| 2020  | SF    | 8          | 44         | 6          | 0          | 4          | 1.000      | -          | -          | -          | -          | -          | -          | 4          | 1          | 1          | 0          | 0          | 1.000      |
| 2020  | ATL   | -          | -          | -          | -          | -          | -          | -          | -          | -          | -          | -          | -          | 1          | 0          | 3          | 0          | 0          | 1.000      |
| '20計 | ATL   | 8          | 44         | 6          | 0          | 4          | 1.000      | -          | -          | -          | -          | -          | -          | 5          | 1          | 4          | 0          | 0          | 1.000      |
| 2021  | ATL   | 2          | 3          | 0          | 0          | 0          | 1.000      | -          | -          | -          | -          | -          | -          | 1          | 0          | 0          | 0          | 0          | .---       |
| MLB   | MLB   | 129        | 823        | 51         | 8          | 70         | .991       | 3          | 2          | 4          | 0          | 1          | 1.000      | 1050       | 632        | 1763       | 106        | 141        | .958       |

- 2021年度シーズン終了時

### 表彰
- ワールドシリーズMVP：1回（2012年）

### 記録
- オールスターゲーム選出：2回（2011年、2012年）

### 背番号
- 48（2008年 - 2020年9月9日、2021年）
- 18（2020年9月27日 - 同年終了）

### 代表歴
- 2013 ワールド・ベースボール・クラシック・ベネズエラ代表